# Parco della Val Sanagra
Il parco della Val Sanagra è un parco locale di interesse sovracomunale che coinvolge i territori comunali di Grandola ed Uniti e Menaggio, in provincia di Como. Fu istituito il 30 giugno 2005 con delibera di giunta provinciale e occupa una superficie di 758,01 ettari.
Il Parco della Val Sanagra si estende per circa 15 km lungo una vallata delle prealpi lepontine collocata tra il lago di Como e il lago di Lugano e prende il nome dal torrente Sanagra (o Senagra) che vi scorre per sfociare nel lago di Como a Menaggio.

## Geologia
All'interno del territorio della valle si trova la faglia geologica chiamata Linea della Grona dove si intersecano rocce di diversa origine, a nord della faglia si trovano rocce appartenenti al basamento cristallino e quindi di tipo metamorfico, gneiss e micascisti, l'area a settentrione è caratterizzato da rilievi dolci con scarsissimi affioramenti rocciosi.
A sud della faglia si trovano formazioni sedimentarie della Dolomia Principale derivanti dall'accumulo di sedimento marino del triassico (e in particolare del norico). I profili dei rilievi di quest'area sono aspri e accidentati.
La parte inferiore della valle è invece caratterizzata dalla presenza del calcare di Zorzino.

## Fauna
Il parco ospita le specie tipiche della fascia prealpina, assenti i grandi predatori vi si trovano cervi, caprioli e camosci, tassi, martore, faine e volpi.
Tra l'avifauna spiccano il picchio rosso maggiore, civetta capogrosso e il picchio nero. Tra i rapaci gheppio, falco pecchiaiolo, astore, sparviero e allocco. Rilevata la presenza di due galliformi, il gallo forcello e il raro francolino di monte.
Il torrente Sanagra e le zone umide circostanti ospitano pesci (trota iridea e trota fario) e rettili e anfibi tipici dell'ambiente prealpino (salamandra pezzata e rana temporaria)